# Jean Chapelain
Jean Chapelain (París, 4 de diciembre de 1595-22 de febrero de 1674) fue un poeta y escritor francés. 

## Biografía
Chapelain, hijo de un notario que en una ocasión había trabajado junto a Colbert, nació en París. Su padre quería que ejerciera la misma profesión que él; sin embargo, su madre, quien había conocido a Pierre de Ronsard, le inculcó el gusto por la literatura. Desde muy pequeño Chapelain comenzó a demostrar habilidad para la escritura. Aprendió griego y latín y trabajó de profesor de italiano y español.
Después de terminar sus estudios, Chapelain impartió clases de español a un joven noble, antes de ser seleccionado como tutor de los dos hijos de Sébastien le Hardy, señor de la Trousse, grand-prévôt de France. Debido a sus responsabilidades como tutor y administrador de la fortuna de la familia, no se han encontrado registros de publicaciones suyas durante los diecisiete años siguientes. 
Su primera obra publicada fue un prólogo para Adone de Giambattista Marino, quien imprimió y publicó el poema en París. Después publicó una traducción de la novela Guzman de Alfarache de Mateo Alemán, y cuatro odas, una de ellas dedicada al cardenal Richelieu. Varios escritores se han adjudicado el logro de introducir la ley de unidad dramática en la literatura francesa, especialmente François Hédelin, cuya Pratique du théâtre se publicó en 1657. La teoría de Aristóteles fue enunciada en Art poétique de Julius Caesar Scaliger en 1561, y subsecuentemente por otros escritores, pero sin lugar a dudas fueron los esfuerzos de Chapelain los que la transfirieron del campo de la teoría a la verdadera práctica.
En una conversación con Richelieu alrededor de 1632, registrada por Pierre-Joseph Thoulier d'Olivet, Chapelain sostuvo la importancia de mantener las uniones de época, del lugar y de la acción, y declaró explícitamente que la doctrina era nueva para el cardenal y para los poetas que recibían consejos suyos. Recompensado con una pensión de cien coronas, y como el primer miembro activo de la nueva Academia, Chapelain realizó el plan de la gramática y el vocabulario, la compilación de lo que sería una de las funciones principales de la joven institución, y bajo la supervisión de Richelieu escribió Sentiments de l’Académie sur le Cid.
En 1656 publicó, en un formato magnífico para la época, los primeros doce cantos de su famosa épica de Juana de Arco, La Pucelle, en la cual había estado trabajando durante veinte años. En dieciocho meses se dispusieron seis ediciones del poema. Esto significó el final de la reputación como poeta de Chapelein. Más tarde, la sátira de Nicolas Boileau-Despréaux resultó en otra obra de Chapelain (Le plus grand poète Français qu'ait jamais été et du plus solide jugement) considerada un fracaso en lo que respecta al arte moderno. 
La reputación de Chapelain como crítico sobrevivió, y en 1663 Colbert lo empleó para que realizase una lista de escritores contemporáneos, destinada a orientar al rey en su distribución de pensiones. En el panfleto, y en sus cartas, demostró un crecimiento considerable con respecto a sus poemas. Su prosa fue mucho mejor que su verso; sus críticas se destacaron por su justicia y generosidad; su erudición y sus fuentes fueron precisas, y el rey las utilizó para reconocer a los buenos escritores u hombres de letras. La gran influencia del catolicismo en Chapelain puede apreciarse en su De la lecture des vieux romans (impreso en 1870), en la cual elogia los cantares de gesta, olvidados por su generación.
Chapelain rechazó varios honores, y su desinterés por la prensa ha provocado que se dude de la veracidad de las historias de Gilles Ménage y Tallemant des Réaux, quienes dijeron que Chapelain se convirtió en un hombre muy avaro, y que se encontró una considerable fortuna en el apartamento en donde falleció.